# スカイラー・ハワード
スカイラー・ハワード（Skyler Howard、1994年11月6日 - ）はテキサス州フォートワース出身の元アメリカンフットボール選手。Xリーグのチーム、オービックシーガルズに所属していた。ポジションはクォーターバック。カレッジフットボール時代はウエストバージニア大学でプレーした。

## 若年期
フォートワースで生まれ、ブルーワー高校に進学した。リバーサイド・シティー大学に転学する前に、スティーブン・F・オースティン州立大学にウォークオンで入学した
。リバーサイド・シティー大学在学中に3000ヤード、33タッチダウンをあげた
。

## カレッジ

### ウエストバージニア
ハワードは2014年に大学2年生としてウエストバージニア大学マウンテニアーズ・フットボールチームへ転学し、4試合出場した。
翌年は13試合に先発出場した。彼は2016年のカクタスボウルにてチームを牽引し、アリゾナ州立大学 から勝利を収めた。

#### 大学での成績
| 年   | チーム               | 試合数 | 先発 | 勝敗  | パス | パス | パス   | パス | パス | パス | パス | パス         | ラッシュ | ラッシュ | ラッシュ | ラッシュ |
| 年   | チーム               | 試合数 | 先発 | 勝敗  | 成功 | 試投 | 成功率 | Yds  | 平均 | TD   | Int  | レイティング | 回数     | Yds      | 平均     | TD       |
| ---- | -------------------- | ------ | ---- | ----- | ---- | ---- | ------ | ---- | ---- | ---- | ---- | ------------ | -------- | -------- | -------- | -------- |
| 2014 | ウエストバージニア大 | 4      | 2    | 2–2   | 56   | 110  | 50.9   | 829  | 7.5  | 8    | 0    | 138.2        | 22       | 140      | 6.4      | 0        |
| 2015 | ウエストバージニア大 | 13     | 13   | 8–5   | 221  | 403  | 54.8   | 3145 | 7.8  | 26   | 14   | 134.7        | 158      | 502      | 3.2      | 6        |
| 2016 | ウエストバージニア大 | 13     | 13   | 10–3  | 247  | 404  | 61.1   | 3328 | 8.2  | 26   | 10   | 146.6        | 142      | 463      | 3.3      | 10       |
|      | Total                | 30     | 28   | 20-10 | 524  | 917  | 57.1   | 7302 | 8.1  | 60   | 24   | 140.4        | 322      | 1105     | 3.4      | 16       |

## プロ

### シアトル・シーホークス
ハワードは2017年5月12日にシアトル・シーホークスとドラフト外でフリーエージェント契約したが、3日後の5月15日に契約解除となった。

### トロント・アルゴノーツ
2017年9月20日、ハワードはカナディアン・フットボール・リーグのトロント・アルゴノーツと練習生として契約したが、2017年10月3日に解除となった。

### オービックシーガルズ

#### 2018
ハワードはXリーグのオービックシーガルズに入団した。背番号は3。2018年5月3日、富士通スタジアム川崎でのパールボウルの初戦明治安田PentaOceanパイレーツ戦にてデビュー、12回試投のうち7回成功、134ヤード、3タッチダウン、69ヤードラッシュ、1タッチダウンとチームを牽引し59-0と大勝した。
続く第2節の富士通フロンティアーズとの試合でも、20回試投し12回成功、2タッチダウン、36ヤードのラッシュと活躍し、21-6と勝利し準決勝に駒を進めた。
準決勝は最悪のコンディションにもかかわらず、ハワードはチームを引っ張り23-10でリクシルディアーズに勝利した。これによりオービックシーガルズは2018年6月28日に東京ドームで開催されるパールボウル決勝に進出し、IBMビッグブルーと対戦することになった。
パールボウル決勝でハワードは14回試投のうち7回成功、102ヤード1タッチダウン、63ヤードのラッシュのパフォーマンスだった。オービックシーガルズは28-2でIBMビッグブルーに勝利し、ハワードは大会MVPに選ばれた。

#### 2019
この年もパールボウルを制覇し、チームの3連覇に貢献した。
2020年3月に、このシーズン限りでの引退が発表された。

#### プレシーズン
| 年   | チーム     | 試合数 | 先発 | 勝敗 | パス | パス | パス   | パス | パス | パス | パス | パス         | ラッシュ | ラッシュ | ラッシュ | ラッシュ |
| 年   | チーム     | 試合数 | 先発 | 勝敗 | 成功 | 試投 | 成功率 | Yds  | 平均 | TD   | Int  | レイティング | 回数     | Yds      | 平均     | TD       |
| ---- | ---------- | ------ | ---- | ---- | ---- | ---- | ------ | ---- | ---- | ---- | ---- | ------------ | -------- | -------- | -------- | -------- |
| 2018 | オービック | 4      | 4    | 4–0  | 39   | 75   | 52.0   | 640  | 8.5  | 8    | 2    | 153.5        | 35       | 229      | 6.5      | 1        |
|      | Total      | 4      | 4    | 4-0  | 39   | 75   | 52.0   | 640  | 8.5  | 8    | 2    | 153.5        | 35       | 229      | 6.5      | 1        |

#### レギュラーシーズン
| 年   | チーム     | 試合数 | 先発 | 勝敗 | パス | パス | パス   | パス | パス | パス | パス | パス         | ラッシュ | ラッシュ | ラッシュ | ラッシュ |
| 年   | チーム     | 試合数 | 先発 | 勝敗 | 成功 | 試投 | 成功率 | Yds  | 平均 | TD   | Int  | レイティング | 回数     | Yds      | 平均     | TD       |
| ---- | ---------- | ------ | ---- | ---- | ---- | ---- | ------ | ---- | ---- | ---- | ---- | ------------ | -------- | -------- | -------- | -------- |
| 2018 | オービック | 1      | 1    | 1-0  | 0    | 0    | 0      | 0    | 0    | 0    | 0    | 0            | 3        | 41       | 13.7     | 1        |
| 2019 | オービック | 5      | 5    | 5-0  | 54   | 93   | 58.0   | 763  | 8.2  | 6    | 4    | 88.2         | 55       | 210      | 3.81     | 3        |